# Municipio de Big Creek (condado de Craighead)
El municipio de Big Creek (en inglés: Big Creek Township) es un municipio ubicado en el condado de Craighead en el estado estadounidense de Arkansas. En el año 2010 tenía una población de 5277 habitantes y una densidad poblacional de 48,04 personas por km².

## Geografía
El municipio de Big Creek se encuentra ubicado en las coordenadas 35°55′13″N 90°48′14″O / 35.92028, -90.80389. Según la Oficina del Censo de los Estados Unidos, el municipio tiene una superficie total de 109.85 km², de la cual 109,43 km² corresponden a tierra firme y (0,38 %) 0,42 km² es agua.

## Demografía
Según el censo de 2010, había 5277 personas residiendo en el municipio de Big Creek. La densidad de población era de 48,04 hab./km². De los 5277 habitantes, el municipio de Big Creek estaba compuesto por el 95,89 % blancos, el 1,38 % eran afroamericanos, el 0,36 % eran amerindios, el 0,19 % eran asiáticos, el 0,64 % eran de otras razas y el 1,53 % eran de una mezcla de razas. Del total de la población el 2,27 % eran hispanos o latinos de cualquier raza.